# Кобылянский, Иван Александрович
Ива́н Алекса́ндрович Кобыля́нский (4 июля 1921, Верблюжка, Кременчугская губерния — 22 апреля 1945, Краков) — советский стрелок-бомбардир 289-го бомбардировочного авиационного полка 63-й авиационной дивизии 40-й армии Юго-Западного фронта, сержант. Герой Советского Союза (1942).

## Биография
Родился 4 июля 1921 года в селе Верблюжка (ныне в Кировоградской области Украины) в семье рабочего. Украинец.
Окончил 9 классов средней школы № 5 в Кривом Роге и техническое отделение Криворожского аэроклуба. В 1939 году окончил техническое отделение Ульяновской авиационной школы Осоавиахима. Работал младшим техником в аэроклубе города Иваново.
Вступил в ряды Красной армии в 1940 году. С сентября 1941 года участвовал в боевых действиях на фронтах Великой Отечественной войны. Член ВКП(б) с 1942 года.
Стрелок-бомбардир 289-го бомбардировочного авиационного полка (63-я авиационная дивизия, 40-я армия, Юго-Западный фронт). К январю 1942 года совершил в составе экипажа сто боевых вылетов на бомбардировку важных объектов, живой силы и техники противника, нанеся врагу значительный урон.
Указом Президиума Верховного Совета СССР «О присвоении звания Героя Советского Союза начальствующему и рядовому составу Красной Армии» от 27 марта 1942 года за «образцовое выполнение боевых заданий командования на фронте борьбы с немецкими захватчиками и проявленные при этом мужество и геройство» сержанту Кобылянскому было присвоено звание Героя Советского Союза с вручением ордена Ленина и медали «Золотая Звезда» (№ 645).
Погиб 22 апреля 1945 года от осколка зенитного снаряда при выполнении боевого задания в качестве штурмана 1-й эскадрильи 22-го гвардейского бомбардировочного авиационного полка в ранге гвардии старшего лейтенанта. Подбитый А-20 «Бостон» посадил лётчик Петлин на свой аэродром в Кракове.

## Награды
- орден Красного Знамени (06.11.1941);
- орден Ленина (27.03.1942);
- орден Красной Звезды (09.02.1943);
- орден Отечественной войны 2-й степени (09.04.1943);
- орден Отечественной войны 1-й степени (31.10.1944).

## Память
- Имя на Стеле Героев в Кривом Роге.
- Похоронен у стен Краковского замка — Вавеля, рядом с братской могилой советских воинов, павших в боях при освобождении города Кракова. В связи с ликвидацией захоронения, перезахоронен в 1992 году на Раковицком кладбище в Кракове.